# Elzbach
L'Elzbach est une rivière allemande qui coule dans le land de Rhénanie-Palatinat. Elle est un affluent en rive gauche de la Moselle et donc un sous-affluent du Rhin.

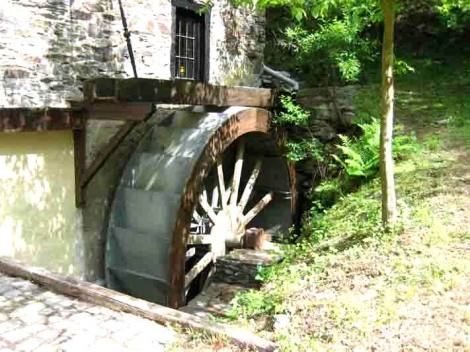
La roue du moulin de Kollig, actionnée par l'eau de l'Elzbach.